# コラボレーション (テレビ制作会社)
株式会社コラボレーション（英称：Collaboration,Inc.）は、テレビ番組・ビデオソフト・CMの企画と制作に関わる制作プロダクションである。2003年6月18日設立。
株式会社トップシーンの代表取締役社長兼任プロデューサー担当の新井正明とプロデューサーの鈴木寿一が2003年に結成された。
フジテレビ系バラエティ番組の中で海外ロケを制作するのが多い。

## スタッフ

### 制作事業部
- 鈴木寿一（代表取締役・チーフプロデューサー）
- 浜田弘（制作部長・プロデューサー）
- 佐々木繁雄（チーフディレクター・演出）
- 後藤美穂（海外事業部長・海外プロデューサー）
- 植松保弘（プロデューサー）
- 稲村隆（ディレクター）

## 制作実績

### テレビ番組
ほか